# Рихтер, Джонатан
Джонатан Рихтер (дат. Jonathan Richter; род. 16 января 1985, Фредериксберг) — датский футболист, полузащитник. Его брат-близнец Симон также был футболистом.

## Биография
20 июля 2009 года во время товарищеского матча с «Хидовре» над одноимённым стадионом разразилась гроза, в результате чего трёх футболистов поразило молнией. Пострадал от этого удара только Джонатан, у которого остановилось сердце, после чего футболист был госпитализирован. Пребывающий в коме футболист подключён к системе вентилирования легких, а температура его тела была понижена в медицинских целях. 30 июля Йонас, как его называют болельщики, вышел из состояния искусственной комы. В конце августа врачи приняли решение ампутировать нижнюю часть его левой ноги.
В 2012 году Джонатан принял участие в реалити-шоу BS & Outsiderne на канале TV 2, где группа людей с ограниченными возможностями должна была пересечь пустыню на юго-востоке Африки.
Работал директором футбола в клубе «Гресрёддерне», выступающем в копенгагенской лиге.